# Sondre Norheim
Sondre Norheim, nascido Sondre Auverson, (Morgedal, 10 de junho de 1825 – Dakota do Norte, 9 de março de 1897) foi um esquiador norueguês e pioneiro do esqui moderno. Sondre Norheim é conhecido como o "pai" do esqui de Telemark.

## Biografia
Sondre Auverson nasceu em Øverbø e cresceu em Morgedal uma localidade da comuna de Kviteseid, no condado de Telemark, na Noruega. Esquiar era uma actividade muito popular em Morgedal. Sondre passou a fazer da descida livre uma actividade recreativa, ganhando fama pelo seu desempenho. Realizou várias inovações na tecnologia do esqui desenhado o novo equipamento, como diferentes ligações e esquis mais curtos com os lados curvos para facilitar as inclinações. Também criou o esqui de Telemark, que é a origem nos protótipos actualmente produzidos. Sondre Norheim foi reconhecido pelos seus contemporâneos como um mestre na arte de esquiar. Combinou o esqui vulgar com os saltos e o slalom. Em 1868, ganhou a primeira competição nacional de esqui em Christiania, derrotando os seus adversários mais novos por uma larga vantagem. Foi ganhando reputação e, criou novos termos como ski e slalåm conhecidos mundialmente.

### Vida pessoal
Em 15 de Janeiro de 1854, Sondre Norheim casou com Rannei Åmundsdotter de Øyfjell. Em Março, nasceu a sua primeira filha, Ingerid, e no ano seguinte a sua segunda filha, Hæge, que viria a falecer 15 semanas depois. Em 1856, nasceria Olav, e outra filha que deram o nome de Hæge; depois nasceram Anne, Auver (falecida com 12 anos, Åmund e Talleiv. A família viveu em vários locais de  Morgedal. O último local chamava-se Norheim, o qual Sondre adaptou como nome de família.

## Imigração
A 30 ded Maio de 1884, Sondre e Rannei imigraram para os Estados Unidos com três dos seus filhos: Anne (21), Åmund (14) e Talleiv (12). Olav e Hæge já tinham partido, e a sua filha mais velha, Ingerid, decidiu ficar. Depois de se instalarem no Minnesota, mudaram-se para o Dakota do Norte, perto de Villard em McHenry. Continuou a esquiar embora o terreno  e o clima não fossem os ideias para esta actividade por ser plano. Dizia-se que tinha sempre um par de esquis à porta de sua casa. Conforme foi crescendo,  Norheim foi tornando-se gradualmente religioso, e ajudou a construir uma igeja luterana em  Villard. Morreu em 1897 sendo enterrado em Denbigh, em McHenry.

## Legado
O seu túmulo mantevesse desconhecido, e recentemente foi colocada uma pedra para marcar o seu local. No Parque do Legado Escandinavo, foi erigida uma estátua de Sondre Norheim pelo escultor norueguês Knut Skinnarland, em 1987, em Minot. No ano seguinte, em Morgedal, o rei Olavo V da Noruega erigiu uma estátua semelhante na Noruega. Em 1993, foi colocado um monumento, Chama Eterna de the Sondre Norheim no Parque do Legado Escandinavo. Lars Berge Haugan, um esquiador em representação de Morgedal, acendeu a chama.